# Lorraine 20 CV
Lorraine 20 CV ist die Bezeichnung für mehrere Pkw-Modelle der Marke Lorraine von Lorraine-Dietrich in Frankreich. CV ist ein Hinweis auf Cheval fiscal, die damalige steuerliche Einstufung in Frankreich.

## Die Modelle im Einzelnen
- Lorraine Type 310 von 1932 bis 1935
- Lorraine Type 311 von 1932 bis 1935